# Chiesa della Purificazione di Maria (Volano)
La chiesa della Purificazione di Maria è la chiesa parrocchiale di Volano in Trentino. Risale al XII secolo.

## Storia

### Fondazione e primi secoli
La primitiva cappella dedicata alla Purificazione di Maria venne edificata a Volano presumibilmente entro la fine del XII secolo.

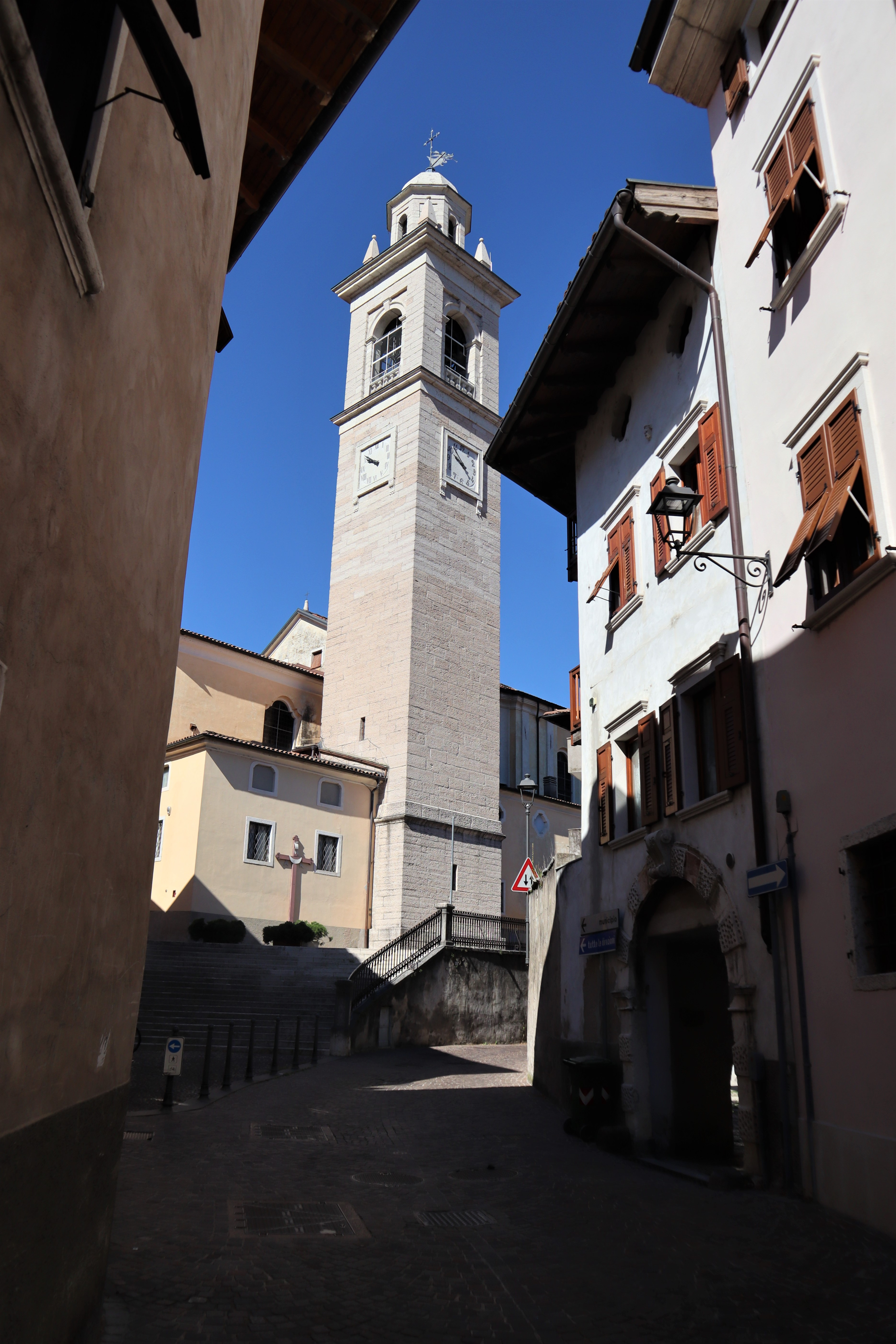
Chiesa della Purificazione di Maria vista da via Santa Maria a Volano.

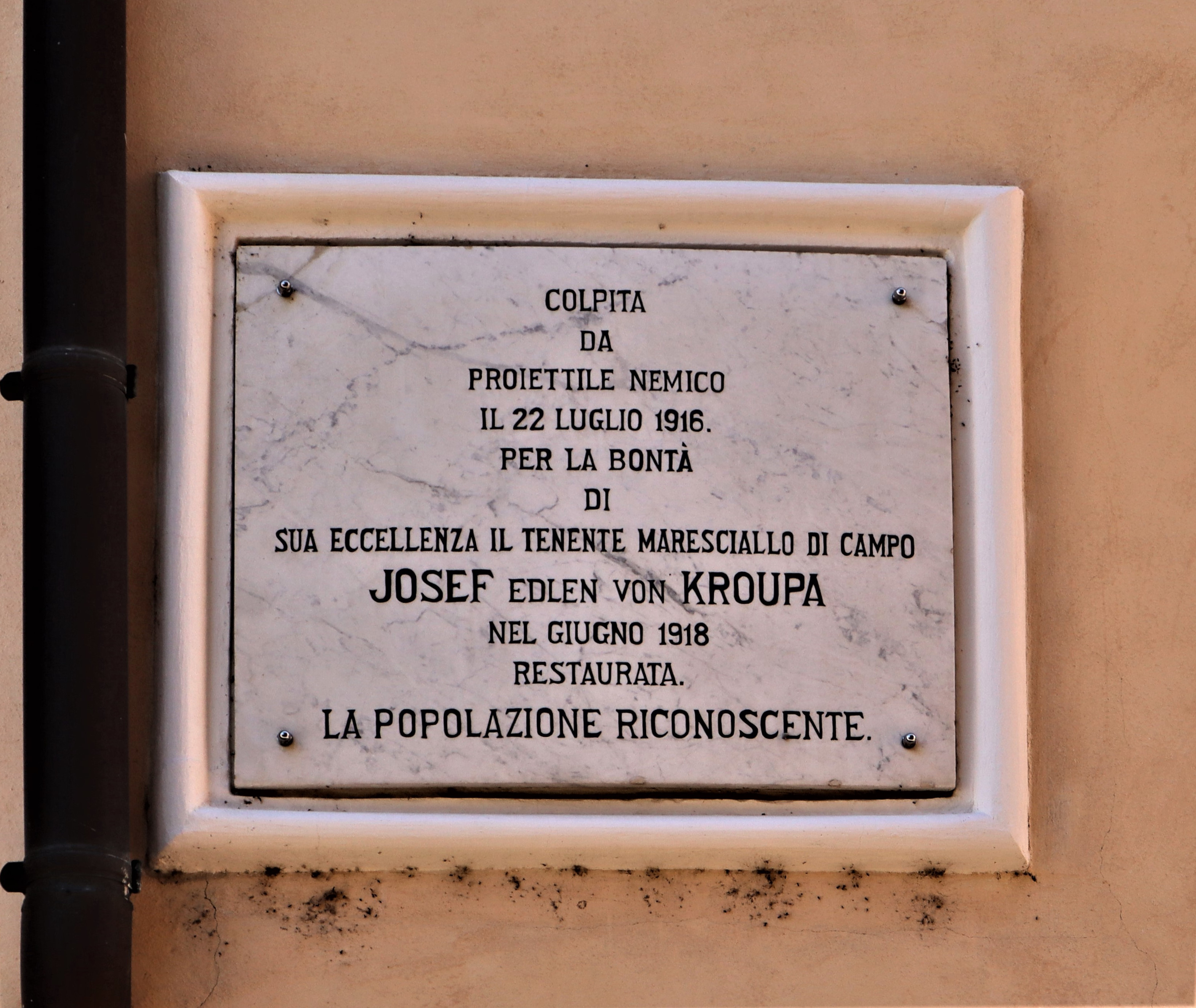
Epigrafe posta sulla parete esterna meridionale della chiesa.

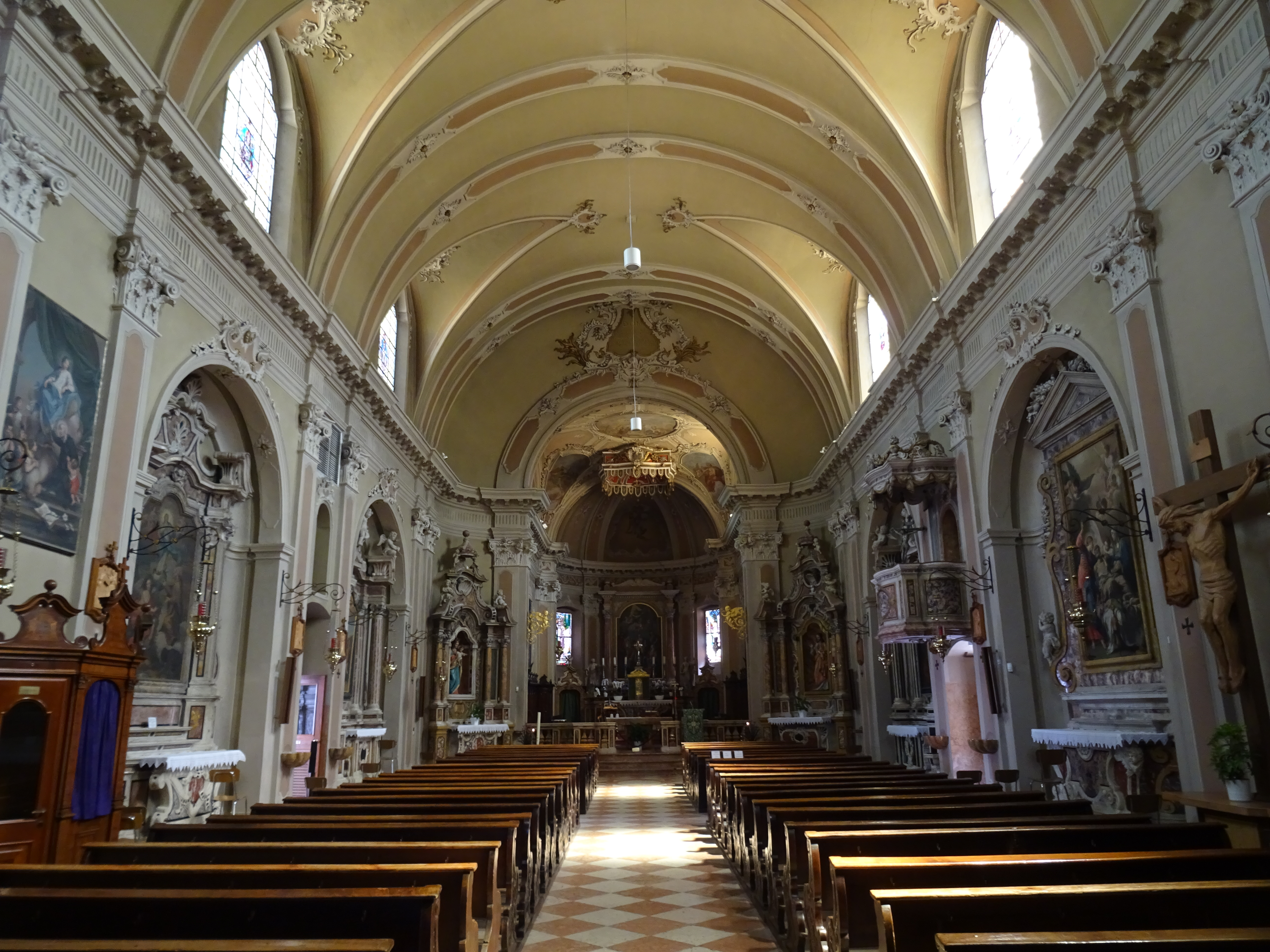
Navata della chiesa.

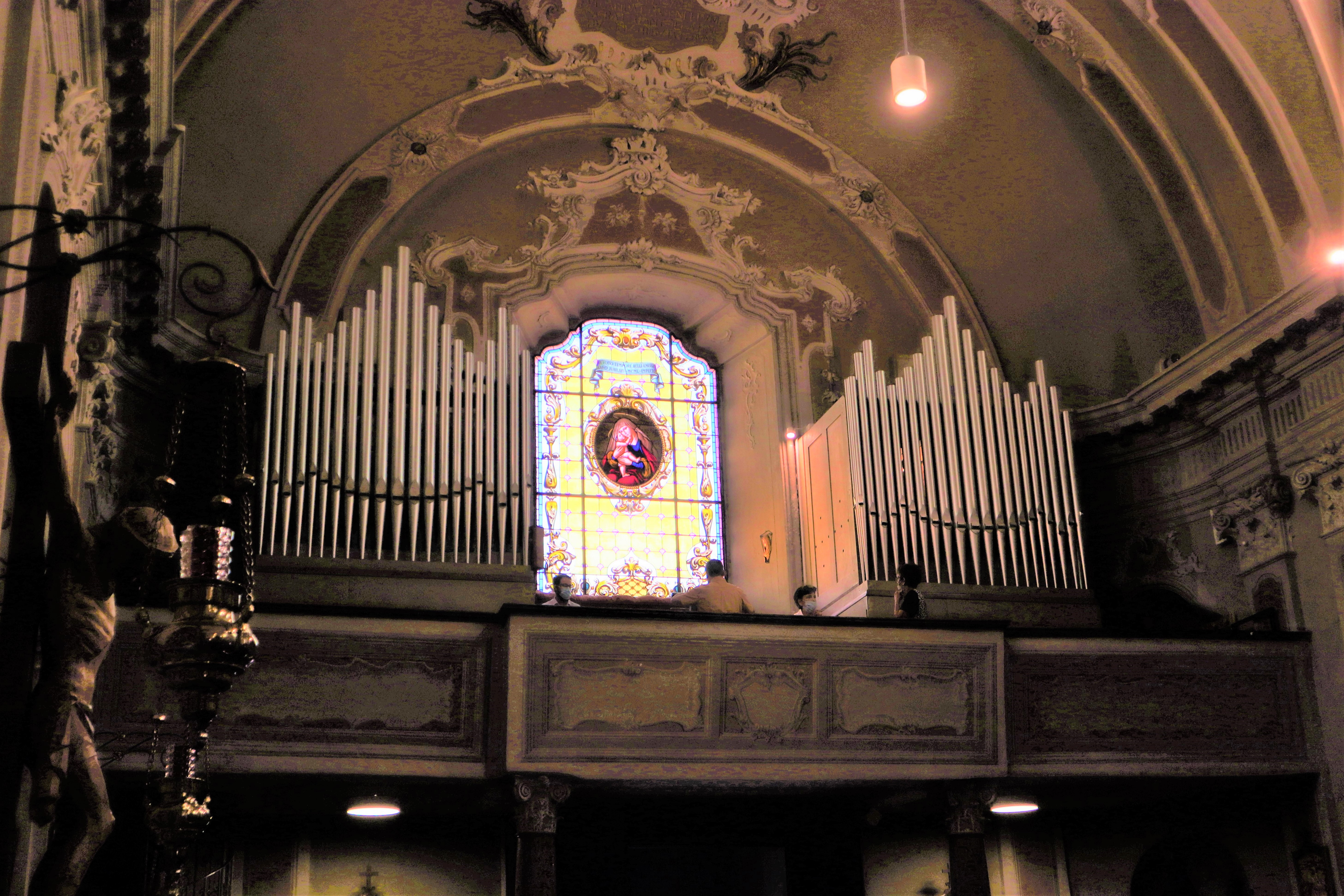
Organo a canne Mascioni nella chiesa della Purificazione di Maria di Volano.

Circa un secolo più tardi venne denunciato il grave stato di abbandono nel quale versava la chiesa e ancora dopo, nel 1376, questa pieve venne citata su un documento ufficiale. Nel corso del XV secolo perse il suo ruolo di chiesa madre perché le chiese di Folgaria e di Besenello ottennero indipendenza con la nuova dignità parrocchiale.
Nella seconda metà del XVII secolo l'edificio venne ricostruito ed ampliato, venendo a comprendere l'antica e vicina chiesa di San Valentino che fu così in parte demolita. La sua struttura residua divenne la parte anteriore della nuova chiesa della Purificazione di Maria, che in tal modo ebbe anche una nuova facciata. In seguito venne restaurato l'orologio sulla torre e furono sistemati il sagrato e il camposanto.
Nei primi anni del XVIII secolo la parte apicale della torre campanaria fu arricchita di un nuovo rivestimento in scandole di legno e dopo la metà dello stesso secolo venne rifatta anche la facciata in stile barocco poi venne restaurato il grande affresco con San Cristoforo sulla torre campanaria e, nuovamente, si pose mano alla struttura dell'edificio con un'opera di ricostruzione notevole. Vennero rifatte le pareti della navata e fu necessaria la costruzione di una nuova volta completa di copertura. Poi le nuove parti vennero decorate e, in questo, contribuì l'arte di Bartolomeo Zeni.
Col XIX secolo si manifestarono problemi di stabilità alla torre campanaria, che fu abbattuta poi ricostruita entro il 1843. Intanto venne celebrata una nuova consacrazione, che fu con dedicazione alla Purificazione di Maria.

### Secoli XX e XIX
Già alla fine del secolo precedente fu rinnovata la cantoria e la pavimentazione venne rifatta. Gli interni vennero arricchiti di nuove decorazioni realizzate da Attilio Trentini. Col nuovo secolo nelle nicchie sulla facciata vennero poste le statue di Antonio Spagnolli.
Dopo la fine del primo conflitto mondiale fu necessario procedere con i restauri riparativi dei danni causati dalla guerra e vennero posate anche nuove vetrate alle finestre.
A partire dalla seconda metà del XX secolo fu restaurata la facciata, si risagomò il perimetro del sagrato, venne sostituito l'orologio sulla torre, fu rivista la copertura e vennero tinteggiate le pareti sia interne sia esterne e si intervenne sul consolidamento strutturale con contrafforti esterni.
Nuovi interventi furono realizzati tra il 2004 ed il 2014, quando vennero ripulite e restaurate le parti marmoree della torre campanaria e furono riviste le strutture della volta presbiteriale e del baldacchino interno. Fu poi rinnovato il castello delle campane e vennero revisionati vari impianti.

## Descrizione
La chiesa sorge in posizione leggermente elevata nella zona dell'abitato ed all'interno conserva interessanti opere artistiche come stucchi decorativi di Giuseppe Sonini che contengono affreschi raffiguranti le virtù teologali e i quattro evangelisti. Sulla trabeazione absidale un affresco raffigurante Cristo in Gloria. Sull'altare maggiore un grande crocifisso in legno opera di Lino Zobele. L'organo è della fabbrica Mascioni.
La torre campanaria, una della più interessanti ed alte della Vallagarina, potrebbe aver permesso a Napoleone Bonaparte di assistere alla battaglia di Calliano del 1796.